# Utica, Kansas
Utica är en ort i Ness County i Kansas. Orten har fått sitt namn efter Utica, New York. Vid 2020 års folkräkning hade Utica 99 invånare.